# Ankō Asato
Anko Asato (安里 安恒 Asato Ankō?, Azato Yasutsune en japonés, 1827–1906) fue un noble guerrero o Pechin y maestro de karate okinawense, conocido aún como te/ to-de/ tuidi/ Shuri Te. También lo fue de esgrima con sable clásica o kenjutsu, estilo Jigen Ryu. Fue el primer maestro del 'padre del Karate Do moderno', Gichin Funakoshi, quien a su vez desarrollo el estilo japonés shotokan. 

## Introducción e historia
Hijo de un Tonichi, una de las dos clases más altas de la sociedad Okinawense o Pechín, nació en la villa de Azato. Fue consejero del último rey de Okinawa, Sho Tai, en temas militares. Era uno de los más grandes expertos de karate en Okinawa. También era experto en equitación militar (bajutsu) y tiro con arco (kyudo). Así mismo, fue un gran estudioso de la caligrafía y clásicos chinos acerca de estrategia militar y filosofía del confucianismo y taoísmo.
Asato empezó sus entrenamientos en combate de mano vacía con el legendario creador del karate, Sokon Matsumura. Se hizo famoso por enfrentarse con sus manos desnudas al mejor y más famoso maestro de sable de la época, Yorin Kanna, samurái practicante de esgrima del clan Satsuma, quienes invadieron Okinawa; y aunque Azato era un experto en el estilo de esgrima del clan, Jigen Ryu kenjutsu; se enfrentó a su adversario desarmado. Kanna era conocido no solo por su educación sino por su gran agilidad y fuerza de carácter. No le faltaba ni valentía ni espíritu de lucha. Ante Azato, el guerrero samurái le atacó una y otra vez; y cada vez Azato lo esquivaba, lo inmovilizaba y/o desarmaba casi sin esfuerzo venciéndole.
Asato insistía en la repetición obsesiva de las formas o katas siguiendo la regla de entrenarlos por un mínimo de 3 años por kata; como lo narra su discípulo Gichin Funakoshi. Pero como base de su enseñanza trabajaba la táctica, es decir el movimiento/esquiva corporal unificada o 'Tai sabaki' y los varios ángulos de los ataques indirectos (uchi) y directos (tsuki). Por lo que se sabe, solo tuvo un alumno, el reconocido maestro Gichin Funakoshi, a quien legó una metodología que lo llevaría a desarrollar el Karate estilo shotokan, que a su vez comparte numerosos principios técnicos y tácticos con la esgrima con sable, tanto en su modalidad clásica o kenjutsu, como en su modalidad moderna o kendo.
La enseñanza de su único estudiante la compartió con su amigo, el también maestro Yasutsune Itosu, quien era muy estricto en su método de enseñanza, teniendo a Funakoshi repitiendo año tras año el mismo kata, y golpeando el poste makiwara, pues el maestro Itosu creía más en la técnica del golpe único definitivo o 'ikken ikkatsu'. Azato mantenía registros muy completos de todos los expertos de artes marciales de la isla, en ellos detallaba de antemano sus habilidades y defectos, por lo que decía, basándose en lo dicho por el estratega chino Sun Tzu: "Conócete a ti mismo y a tu enemigo: esta es la clave secreta de la estrategia".
Algunas frases del maestro Azato:
- “Convierte tus manos y tus pies en lanzas, sables, o mazos”
- “El secreto de la victoria es conocerte a ti mismo y a tu oponente a través de una profunda preparación y observación”

## Vida
Tenía un alto rango ya que era hijo de una de las más importantes y poderosas familias de Okinawa, cuando la isla era aún un protectorado del imperio chino, pero autónomo en sus leyes. Desde su juventud, Azato fue denominado un "niño prodigio" por haber sobresalido en la lucha y en los estudios literarios. En el momento en que el Reino de Ryukyu/Okinawa fue invadido, Azato se había convertido en un conocido político y ocupó el puesto de Ministro de Estado.
Un contemporáneo -y uno de los mejores amigos de Azato-, el maestro Yasutsune Itosu fue, junto con él, directos responsables de convertir el karate en un legado cultural de Okinawa y que posteriormente fuera adquiriendo popularidad. Ambos ellos dieron a conocer el arte de la nobleza entre el pueblo. Así, la tradición defensiva del tuidi/ to-de/ te/ Shuri Te fue incluida en el currículo de las escuelas públicas en la década de 1900, donde se le dio, finalmente, el nombre de karate a esa disciplina.
Juntos, y por más de dos décadas, Azato e Itosu se prepararon diligentemente bajo la estricta tutela del legendario Sokon Matsumura.